# PRISM (programa de vigilância)

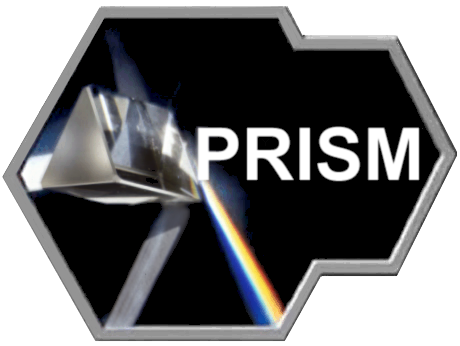
Logotipo do programa PRISM

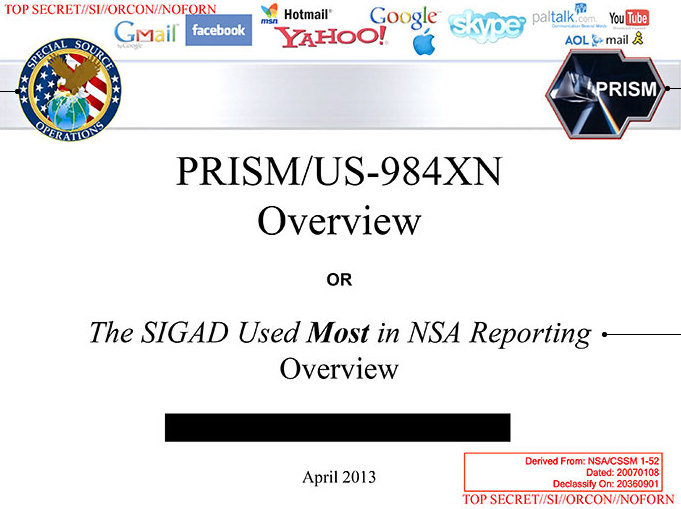
Primeira folha da apresentação vazada da NSA sobre o programa de vigilância eletrônica PRISM.

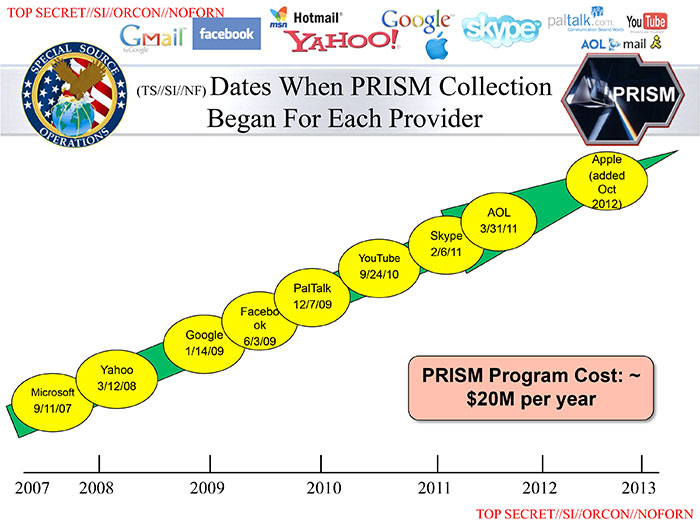
Folha listando as empresas e as datas nas quais juntaram-se ao PRISM.

PRISM (programa de vigilância) é um dos programas do sistema de vigilância global da NSA que foi mantido secreto desde 2007 e até sua revelação na imprensa em 7 de junho de 2013. Sua existência veio a público por meio de publicações feitas pelo jornal britânico The Guardian, com base em documentos fornecidos por Edward Snowden.
Os documentos fazem parte de uma apresentação em Power Point datada de abril de 2013 e composta de 41 slides, descrevendo as capacidades do programa PRISM. Ela aparentemente se destina ao treinamento de funcionários dos serviços de inteligência das agências participantes do programa.
Do ponto de vista do usuário, empresas que fornecem serviços na Internet, coletam os dados de seus usuários para prover os serviços por eles buscados. Por exemplo, o Gmail possui os dados dos usuários que buscam serviços oferecidos pelo Gmail, como Webmail; o Skype possui os dados dos usuários que buscam serviços oferecidos pelo Skype como, por exemplo, conversações usando conversações telefônicas através da Internet; o YouTube possui os dados dos que buscam os serviços oferecidos pelo YouTube e assim por diante.
O que os slides da apresentação sobre o programa de vigilância PRISM, preparada pela NSA, mostram, é que o programa PRISM permite aos funcionários da NSA, coletar os vários tipos de dados dos usuários, que estão em poder de serviços de Internet, incluindo histórico de pesquisas, conteúdo de e-mails, transferências de arquivos, vídeos, fotos, chamadas de voz e vídeo, detalhes de redes sociais, log-ins e quaisquer outros dados em poder das empresas de Internet.
A apresentação afirma que o programa PRISM é executado com a participação das companhias listadas na apresentação, na qual a NSA afirma ainda que tem acesso direto aos servidores do Google, Facebook, Apple e outras gigantes da internet nos Estados Unidos.
As empresas listadas na apresentação da NSA negaram seu envolvimento com a agência de inteligência americana. São elas: Microsoft, Google, Facebook, Yahoo!, Apple, YouTube, AOL, Paltalk e Skype.
Um boicote às empresas colaboradoras da NSA é sugerido na mídia mas considerado impossível. Tais revelações foram publicadas pelo jornal O Globo em 8 de julho de 2013.

## Importância do Programa PRISM
O jornal The Washington Post disse que, segundo registrado na apresentação pela NSA, o PRISM é "a principal fonte primária de inteligência usada nos relatórios de análise da NSA".

## Destino dos Dados Coletados
O Prism coleta os dados que são posteriormente analisados e armazenados através de outros programas de vigilância que fazem parte do sistema de vigilância e espionagem implantado pela NSA. Alguns exemplos de programas que utilizam os dados coletados através do PRISM são:
- MYSTIC - programa que é parte integrante e critica do PRISM, para interceptação de áudio (voz) e capaz de gravar "100 por cento" das chamadas telefônicas de um país estrangeiro, o que permite a NSA ou outras agências americanas, retroceder e ouvir na integra conversas telefônicas, mesmo um mês depois de terem ocorrido.[14][15][16]
- NUCLEON - Slides de apresentação da NSA sobre o NUCLEON indicam que este é o programa usado para analisar dados de voz reunidos através do programa PRISM.[17][18]
- DISHFIRE - revelado em 16 de janeiro de 2014 - processa e armazena mensagens SMS coletadas a mundialmente. Os documentos mostram que o Dishfire foi usado para coletar cerca de 194 milhões de mensagens texto por dia; o conteúdo foi compartilhado pela NSA com o GCHQ, um serviço de inteligência britânico.

A Agência de Segurança Nacional reuniu quase 200 milhões de mensagens de texto por dia de todo o mundo , utilizando o Dishfire para extrair os dados , incluindo a localização , as redes de contato e detalhes do cartão de crédito, de acordo com documentos ultra-secretos revelados pelo The Guardian. Uma análise mais detalhada dos dados é realizada posteriormente pelo PREFER.
- PREFER - revelado em 16 de janeiro de 2014, é um sistema automatizado usado pela NSA, que recebe os dados coletados via PRISM, identifica-os classifica-os em pelo menos 11 categorias diferentes, incluindo log-ins, fotos, vídeos e metadados.[19]
- PINWALE - Identificado por um slide de NSA, o codinome refere-se a um banco de dados usado para armazenar e analisar vídeo e outros conteúdos selecionados recolhidas pelo PRISM e outros programas, sendo capaz de armazenar enorme quantidade de dados por 5 anos.[21] etc...

## Como Funciona a Coleta de Dados
O PRISM deve ser usado com o Upstream, conforme revelam os documentos fornecidos por Edward Snowden. "Você deve usar ambos", diz a instrução na nuvem amarela da esquerda.
As parcerias corporativas, são apenas 1 das 3 formas como a NSA vem coletando dados da Internet:. A coleta pode ser feita através de:
- Cooperação com as empresas[25][26][27][28]
- Cooperação com agências de inteligência no exterior
- Executando operações unilaterais para interceptar os dados enquanto passam pelos cabos da Internet

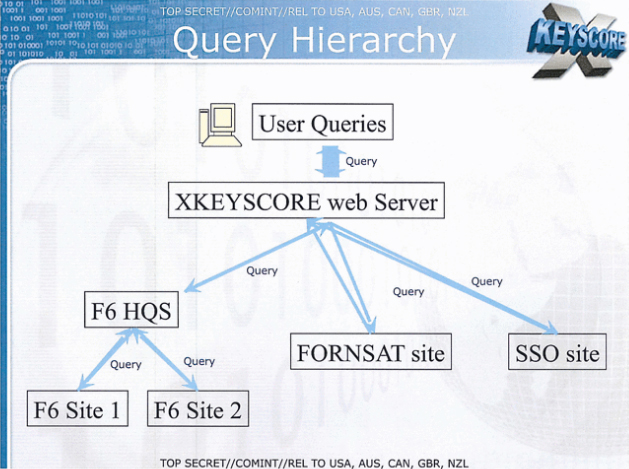
XKeyscore - slide mostram a parceria do Cinco Olhos

### Cooperação de Empresas
As operações da NSA que envolvem parcerias com Empresas que contribuam para facilitar as interceptações de dados, como parte da execução dos seus programas de vigilância global se relacionam ao departamento da NSA chamado Operações de Fonte Especial (SSO). Este é o departamento da NSA responsável pelas operações da NSA que estabelecem as parcerias com Empresas que contribuam para facilitar as interceptações de dados. que incluem, mas nāo se limitam, ao monitoramento de e-mails e telefonemas pela NSA.
No caso do Brasil, há indicações de que tais operações foram executadas com parcerias formadas com empresas atuando no Brasil, conforme revelações de Snowden em 2013, e a possibilidade de que empresas no Brasil estariam sendo parte delas, é mostrada nas apresentações da NSA. Tais indicações resultaram na instauração de uma Comissão Parlamentar de Inquérito destinada a ouvir representantes de companhias telefônicas, como Telefônica, GVT, Oi e TIM, e da Google Brasil, Facebook Brasil e Microsoft.
A Comissão Parlamentar busca avaliar se houve participação de empresas em facilitar as interceptações da NSA para monitoramento de e-mails e telefonemas pelos Estados Unidos no Brasil, independentemente do fato das empresas negarem sua participação nos programas da NSA.
De acordo com os documentos da NSA, em janeiro de 2013 apenas, a NSA tinha recolhido 2,3 bilhões de dados de usuários brasileiros.
 Documentos sobre o um outro programa, o Programa Fairview também fazem referência à uma empresa como sendo a Empresa que é "parceiro chave" da NSA nos programas de vigilância.Tal empresa não havia sido identificada na documentação Snowden. No entanto, a empresa considerada "parceiro chave" pela NSA, foi identificada em 23 de outubro de 2013 pelo The Washington Post como sendo a AT&T.

### Backdoorsem equipamentos
Em 13 de maio de 2014, no livro Sem lugar para se esconder, de Glenn Greenwald foram revelados os nomes das empresas chaves na parceria com a NSA no programa de vigilância e espionagem mundial feito pelo governo americano ao redor do mundo.
Os documentos publicados mostram as companhias americanas que fizeram alianças com a NSA no programa de vigilância global e são parceiras diretas e chave na espionagem e vigilância mundial.
Entre elas está a Verizon bem como a Qualcomm que fabrica e vende no mercado mundial equipamentos com backdoors para os malwares que facilitam a espionagem. Outras empresas reveladas como parceiras da NSA são:
Cisco, Oracle, Intel, Qwest, EDS, AT&T, Verizon, Microsoft, IBM.
No caso da Qualcomm, ela é uma das empresas principais no fornecimento de chipsets e outras tecnologias incluindo processadores para dispositivos móveis como por exemplo, telefones celulares, bem como de hardware e software distribuídos ao redor do mundo e em parceria direta com a NSA, fabricando e vendendo no mercado mundial equipamentos com backdoors para os malwares que facilitam a espionagem da NSA; seus equipamentos tem papel fundamental no espionagem americana em vários países, incluindo mas não se limitando a: Portugal,Brasil, Japão, Coreia do Sul, França, Alemanha.

### Cooperação com agências de inteligência no exterior
Neste caso, as parcerias são geralmente feitas através de acordos, como o caso do acordo dos chamados Cinco Olhos (Five Eyes em inglês). Fazem parte do tratado a Austrália, o Canadá, a Nova Zelândia, o Reino Unido e os Estados Unidos da América. Estes países cooperam entre si sob o comando da NSA e o fazem através de suas agências de inteligência.
No caso das revelações de que o Canadá espionou no Brasil, isso foi feito através do CSEC, a agência canadense equivalente a NSA. CSEC é altamente secreto e assim como a NSA dispõe de recursos bilionários, e opera quase como não existente. Os documentos revelados por Snowden mostram como a agência canadense de inteligência, signatária do acordo com a NSA, foi a agência de inteligência que dirigiu seus recursos para a espionagem no Brasil. Os slides das apresentações indicam a participação destes parceiros nos programas de vigilância. Em muitos dos slides, na barra superior, pode ser vista a indicação dos países que dividem o programa com a NSA. A inscrição diz:TO (para): USA, AUS, CAN, GBR, NZL, que significa o compartilhamento é entre USA, Austrália (AUS), Canada (CAN), Grã Bretanha (GBR) e Nova Zelândia (NZL), exatamente os chamados Cinco Olhos. No caso em que existe a cooperação com agências de inteligência há o compartilhamento dos programas e das funções. Veja a indicação da participação dos cinco países nos slides da publicação do Fantástico da Globo.

### Executando operações unilaterais
A coleta dos dados feita enquanto estes passam pelos cabos de fibra e infraestrutura da Internet, ficou conhecida como "Coleta Upstream, um termo usado em um dos slides do PRISM.
Conforme mostra o slide, o PRISM e Coleta Upstream devem ser usados ao mesmo tempo. O slide diz:  "Você deve usar ambos". No caso, a NSA intercepta os dados diretamente, enquanto passam pelos cabos e infra estrutura da internet.
No caso da Coleta Upstream, a NSA estaria provavelmente executando operações unilaterais para interceptar os dados enquanto passam pelos cabos da Internet.

### Abusos pelos funcionários da NSA
Em agosto de 2013, a imprensa americana revelou que funcionários dos serviço de inteligência bem como contratados com acesso aos sistemas de vigilância e espionagem da NSA, têm feito uso destes recursos de monitoramento para espionar em pessoas por motivos privados, sem qualquer restrição e com impunidade, como por exemplo espionar em pessoas ligadas aos seus interesses amorosos, cônjuges, pessoas de interesse particular e outros.
A prática se tornou tão conhecida dentro da NSA que recebeu um código especial - LOVEINT.
O termo foi cunhado em semelhança à terminologia de inteligência como SIGINT, COMINT ou HUMINT.

## Reação das companhias

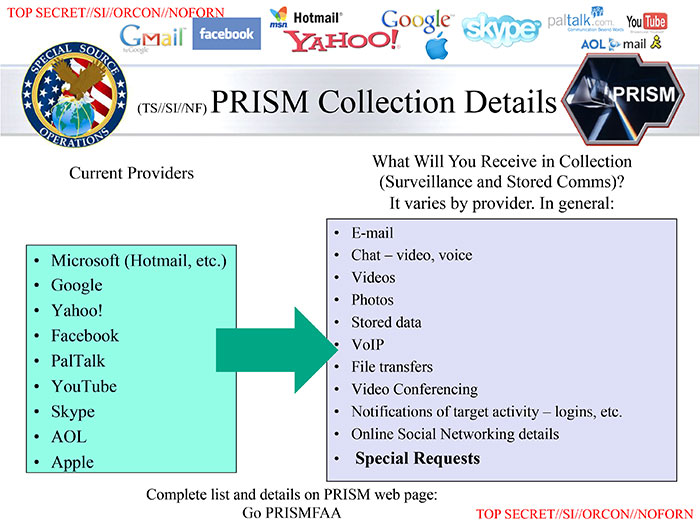
Detalhamento das informações que podem ser coletadas através do PRISM.

As companhias implicadas como participantes no PRISM distanciaram-se do programa. Vários executivos disseram ao The Guardian que eles não possuíam conhecimento a respeito do PRISM ou algo semelhante, afirmando ainda que nunca teriam cooperado com um programa como este. Várias das companhias citadas nos documentos vazados fizeram declarações à respeito:
Facebook – "Nós não fornecemos a nenhuma organização governamental acesso direto aos nossos servidores. Quando solicitações sobre dados ou informações sobre indivíduos em específico são feitas ao Facebook, nós submetemos qualquer uma destas requisições a um cuidadoso escrutínio, de maneira a verificar sua concordância com todas as leis aplicáveis, provendo informações somente até onde requerido pela lei."
Google – "O Google se importa profundamente com a segurança dos dados de nossos usuários. Nós revelamos dados de usuários ao governo de acordo com a lei, e nós revisamos todas as requisições deste tipo cuidadosamente. De tempos em tempos indivíduos alegam que nós criamos uma 'porta dos fundos' para o governo em nossos sistemas, mas o Google não tem uma porta dos fundos para o governo poder acessar dados dos usuários."
Apple – "Nós nunca ouvimos falar do PRISM. Nós não fornecemos acesso direto a nossos servidores a nenhuma agência governamental, e qualquer agência governamental querendo dados de clientes precisa apresentar uma ordem judicial."
Microsoft – "Nós fornecemos dados de clientes apenas quando recebemos um mandado judicial ou uma intimação para tal, e nunca de maneira voluntária. Além disso, nós apenas obedecemos a requerimentos sobre contas ou identificadores específicos. Se o governo tem um programa nacional de segurança voluntário para juntar dados de clientes, nós não participamos dele."
Yahoo! – "O Yahoo! leva a privacidade dos usuário muito a sério. Nós não fornecemos ao governo acesso direto a nossos servidores, sistemas ou redes."
Dropbox – "Vimos reportagens nas quais afirma-se que o Dropbox possa vir a ser convidado a participar de um programa governamental chamado PRISM. Nós não tomamos parte em nenhum programa deste tipo e continuamos comprometidos com a proteção da privacidade de nossos usuários."
Em resposta às negativas das companhias quanto à NSA ser capaz de acessar diretamente os servidores destas, o New York Times reportou que suas fontes afirmaram que a NSA estava obtendo acesso aos dados das companhias usando outros recursos técnicos em resposta a ordens judiciais para conjuntos de dados específicos.
O The Washington Post sugeriu que "é possível que o conflito entre a apresentação do PRISM e os porta-vozes das companhias resulta de imprecisão por parte do autor da NSA. Em um outro relatório secreto obtido pelo The Washington Post, o arranjo é descrito como capaz de permitir que 'gerentes de coleta [enviem] instruções para missões de conteúdo para equipamentos instalados nas locações controladas pelas companhias', e não diretamente aos servidores das companhias".
A juíza de corte distrital Susan Illston solicitou ao Google em 28 de maio de 2013 que aja em conformidade com as Cartas de Segurança Nacional emitidas pelo FBI, de maneira a prover dados de usuários sem um mandado.
Kurt Opsahl, um advogado sênior da Electronic Frontier Foundation, disse em entrevista que "eu certamente aprecio que o Google tenha publicado um relatório sobre transparência, mas aparentemente aquela transparência não incluiu isto. Eu não ficaria surpreso se eles fossem sujeitos de uma ordem que os obrigasse a suprimir tais informações."
Apesar dos documentos revelados apontarem para a colaboração das empresas, apos as denuncias, a mesma resposta da Microsoft foi dada pelas outras empresas envolvidas. Elas alegam também que apenas fornecem informação de seus usuários através de ordem judicial, no caso de cidadaos americanos.

## Resposta do Governo americano
Em resposta as revelações de vigilância global, o presidente Obama criou o "Grupo Presidencial para Revisão em Inteligência e Tecnologia de Comunicações" para avaliar os resultados dos programas da NSA.

### Cronologia dos eventos
- 12 de junho de 2013, imediatamente após as revelações, o Senado americano faz uma audiência pública, gravada pela C-SPAN, onde vários membros do governo de Obama testemunham sobre a importância fundamental dos programas de vigilância da NSA para defender os Estados Unidos.[62] Várias emissoras de televisão americanas se alinham na defesa dos programas de vigilância em massa, entre elas CNN, FOX e CBS.[63]

A administração de Obama defende as atividades afirmando serem:
"uma ferramenta fundamental para proteger a nação de ameaças terroristas"
 Alega também que a coleta se refere exclusivamente a metadados dos telefonemas e não o conteúdo das próprias chamadas. Metadados se assemelham ao "envelope" de uma ligação telefônica ou de um e-mail mas contendo informações mais detalhadas do que apenas destinatário e remetente com respectivos endereços. Metadados contêm as informações detalhadas sobre a comunicação, seja e-mail, ligação telefônica, mensagem de texto etc...metadados informam em detalhes, por exemplo, destino, a duração de uma chamada, data,localização da origem de onde foi iniciada a comunicação, localização do usuário que iniciou e do recipiente , tipo de computador ou telefone usado etc... A coleta de metadados, foi no passado, parte fundamental do sistema de vigilância da Alemanha Oriental. Documentos históricos, obtidos apenas após a queda do regime, mostram que coleta de metadados foi um dos instrumentos utilizados pela Stasi, a polícia secreta da Alemanha Oriental, para determinar as conexões sociais de individuos considerados perigosos para o regime da RDA.
Após as primeiras publicações na imprensa, especialistas em tecnologia e defensores de direitos civis imediatamente apontam para o fato da Casa Branca minimizar a importância de metadados que, na verdade,  fornecem informações mais detalhadas sobre a vida de indivíduos do que o próprio conteúdo uma vez que podem ser usados para traçar o perfil das relações e atividades pessoais com maior abrangência. Jameel Jaffer, diretor jurídico da União Americana pelas Liberdades Civis, disse:
"Do ponto de vista das liberdades civis, o programa não poderia ser mais alarmante. É um programa em que um número incontável de pessoas inocentes foram colocados sob a vigilância constante de agentes do governo americano. É além de orwelliano, e fornece uma evidência adicional da dimensão em que direitos democráticos básicos estão sendo destruídos em segredo para atender as demandas dos órgãos de inteligência irresponsáveis".
Dois senadores americanos, Ron Wyden e Mark Udall, membros do Comitê de Inteligência do Senado, refutam as alegações de que a vigilância em massa tenha impedido qualquer ataque contra os Estados Unidos.
A senadora democrata Dianne Feinstein, presidente da Comissão de Inteligência do Senado americano e a favor da expansão das atividades de vigilância da NSA, afirma que ainda em junho de 2013, o diretor da NSA, o general Keith Alexander, iria fornecer informações sobre "os mais de 50 casos em que isso (a vigilância global) preveniu um ataque terrorista, tanto nos Estados Unidos como no exterior", segundo palavras da senadora.
O general Keith Alexander, diretor da NSA e o diretor nacional de inteligência, James Clapper, defendem vigorosamente os programas de vigilância em massa, apesar de evidências factuais que confirmem suas afirmativas não serem apresentadas, conforme noticiaram alguns órgãos da imprensa. Em 18 de junho de 2013, 12 dias após as primeiras publicações sobre os programas de vigilância global, em audiência ao Comissão de Inteligência do Senado, Alexander afirma que 54 atentados terroristas em 20 países, foram desvendados graças aos programas de vigilância da NSA e condena veementemente a revelação dos programas de vigilância global.
Em 31 de julho de 2013 Keith Alexander faz uma apresentação em Las Vegas, reafirmando que 54 atentados terroristas forma prevenidos ao redor do mundo através de informações obtidas pelos programas de vigilância em massa da NSA. As imagens da tela da apresentação de Alexander foram publicadas pela redatora independente ProPublica. Na imagens da tela ele apresentou o mapa mundial onde tais atentados terroristas teriam sido resolvidos através dos programas da NSA.
A falta de consistência das afirmativas de Keith Alexander, e o fato de haver sido descoberto após as revelações de Snowden que James Clapper, diretor nacional de inteligência, havia mentido para o Congresso sobre as atividades da NSA em depoimento em 12 de marco de 2013, levou um grupo de parlamentares liderados pelo deputado republicano Darrell Issa a exigir que Obama demitisse James Clapper, diretor da inteligência nacional, que enganou o Congresso sobre a extensão da atividade de vigilância da NSA.. Estes fatos, aliados ao histórico de abusos cometidos e de escândalos acobertados pelas agencias de inteligência americana, fez com que algumas organizações iniciassem pesquisas para buscar evidências de casos em que os programas da NSA teriam levado à investigações bem sucedidas de casos ligados ao terrorismo, conforme Alexander e aliados da NSA na Câmara e do Senado afirmavam haver ocorrido.

### Conclusões do Grupo Presidencial
- 18 de dezembro de 2013, a imprensa americana publica o relatório do Grupo Presidencial para Revisão em Inteligência e Tecnologia de Comunicações, um grupo criado por Obama, logo após as revelações dos programas, para rever as atividades de vigilância do governo, composto por membros indicados pela presidência.[60][61] O painel, que teve um limitado escopo e cujos membros eram diretamente ligados à administração de Obama [78], concluiu que o programa de vigilância da NSA "não é essencial para a prevenção de ataques terroristas". O título do relatório é: Liberdade e Segurança em um mundo em mudança.[79][80] Concluiu ainda que as informações obtidas em casos envolvendo terrorismo,

"poderiam facilmente ser obtidas em tempo hábil, usando meios convencionais."
Em 12 de janeiro de 2014, o Washington Post e outros jornais, publicaram relatório de investigação feita pelo New America Foundation, um instituto sem fins lucrativos, apartidário e especializado em pesquisas em políticas públicas americanas. Os resultados da investigação contradizem as afirmacoes de Keith Alexander.
Após o exame de 225 casos de investigacoes terroristas feitas a partir de 11 de setembro de 2001, a conclusao final foi de que não havia evidência de que os programas de vigilância global da NSA tivessem gerado resultado significativo na prevenção ou resolução de qualquer atentado terrorista, e que a coleta a granel de registros telefônicos por parte da Agência Nacional de Segurança
"não teve qualquer impacto discernível sobre prevenção de atos de terrorismo."
,concluiu a investigação feita pelo Instituto.
Concluiu também que em um único caso, a coletada em massa de dados feita pela NSA contribuiu parcialmente para iniciar uma investigacao terrorista: o caso de um taxista de San Diego chamado Basaaly Moalin, que foi condenado por enviar dinheiro para um grupo na Somália considerado terrorista pelo governo americano. Peter Bergen, diretor do instituto e especialista em terrorismo, afirmou no relatório que:
"O problema dos oficiais americanos da área de contraterrorismo não é o fato de que eles precisam de enorme quantidades de informação obtidas atraves dos programas de vigilância em massa, mas sim o fato de que eles não são suficientemente capazes de para compreender nem de compartilhar as informações que eles já possuem, que foi obtida por meio de técnicas convencionais de coleta de inteligencia usadas pelas forcas policiais."

## Resposta de James Clapper
Logo após a publicação das reportagens pelo The Guardian e pelo The Washington Post, o diretor nacional de inteligência, James Clapper, publicou uma declaração confirmando que o Governo dos Estados Unidos esteve usando pelos últimos seis anos grandes companhias provedoras de serviços de Internet para coletar informações sobre estrangeiros fora dos EUA em defesa contra ameaças à segurança nacional.
Uma parte da declaração dizia ainda que "os artigos do The Guardian e The Washington Post referem-se à coleta de informações de acordo com a seção 702 do Foreign Intelligence Surveillance Act (FISA). Eles contêm inúmeras imprecisões."
Ele disse ainda que "a seção 702 é uma medida do FISA que visa facilitar a aquisição de informações de inteligência estrangeira com respeito a cidadãos não-norte-americanos que vivem além das fronteiras dos Estados Unidos. Ela não pode ser usada intencionalmente para vigiar cidadãos dos EUA, pessoas dos EUA ou qualquer um que esteja dentro das fronteiras dos EUA."
Clapper concluiu sua declaração dizendo que "a revelação não-autorizada de informações sobre este programa importante e completamente legal é repreensível e põe em risco proteções importantes para a segurança dos americanos."
Clapper disse ao Senate Select Committee on Intelligence dos EUA em 12 de março de 2013 que a NSA não coleciona "conscientemente" qualquer tipo de dados de milhões ou centenas de milhões de americanos.
Russ Baker, um jornalista investigativo, comentou a respeito da declaração do governo em uma entrevista à rede de TV RT, dizendo que "as alegações de que a NSA não está espionando os americanos são absurdas porque qualquer um poderia cometer um ato terrorista. Na realidade eles estão observando todos nós. Eles estão tentando estabelecer redes de comunicação mas isso é de certa maneira ridículo por que você está procurando por uma agulha no palheiro. Você está virtualmente observando o mundo inteiro, tentando encontrar apenas um punhado de conspirações e, como sabemos, essas conspirações revelam-se mais complicadas, com informantes do FBI envolvidos desde o início."
O senador Bernie Sanders, um crítico do PATRIOT Act, disse que outros senadores tinham uma ideia aproximada da atividade de vigilância mas não sabiam que alcançava a cifra de vários milhões de pessoas. O senador Rand Paul, outro crítico do PATRIOT Act, disse que muito de seus colegas não prestaram atenção o suficiente na comunidade de inteligência. A senadora Feinstein comentou que os colegas conheciam os detalhes do programa de vigilância, pois o painel de inteligência oferece seminários a esse respeito. "Eles não vem", disse ela. O senador Paul também argumentou que as amplas varreduras de dados não são efetivas porque elas não são adequadamente direcionadas para suspeitos de terrorismo.

## Envolvimento de outros países
O Government Communications Headquarters (GCHQ) do Reino Unido tem tido acesso ao sistema PRISM desde junho de 2010, bem como os países do grupo chamado C‌inco Olhos composto, além do Reino Unido e Estados Unidos também pela Austrália, o Canadá e a Nova Zelândia

## Eventos em 2014
Ver Revelações da Vigilância global (2013-Presente)

## Ver Também
- Edward Snowden
- Citizenfour
- William Binney (U.S. Oficial de Inteligencia Americano)
- Centro de Processamento de Dados Utah
- Coleta Upstream (Programa de Vigilância)
- Operações de Fonte Especial(SSO)
- Revelações da Vigilância global (1970–2013)
- Vigilância de Computadores e Redes

## Apresentações da NSA reveladas em 2013

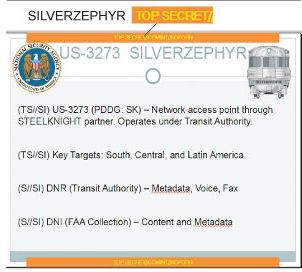
SilverZephyr Slide
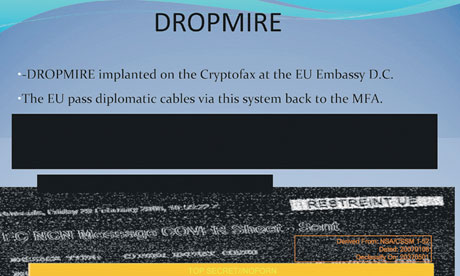
Dropmire Slide.
- Documentos relatando a espionagem no Encontro de 2009 do G20Documentos relatando a espionagem no Encontro de 2009 do G20
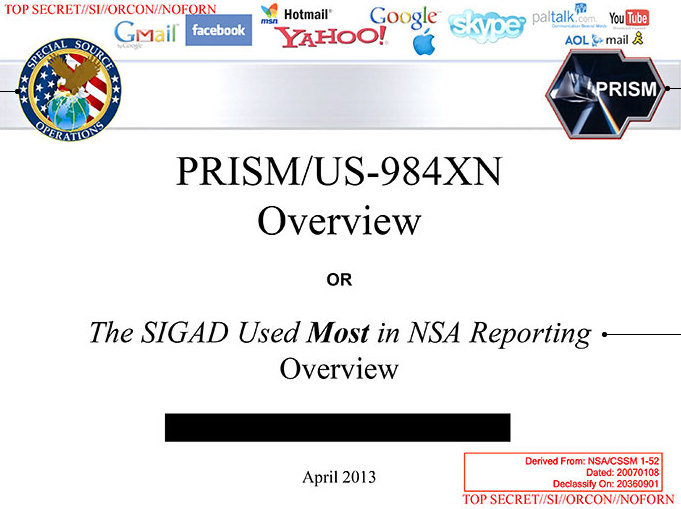
Capa da apresentação do programa PRISM.
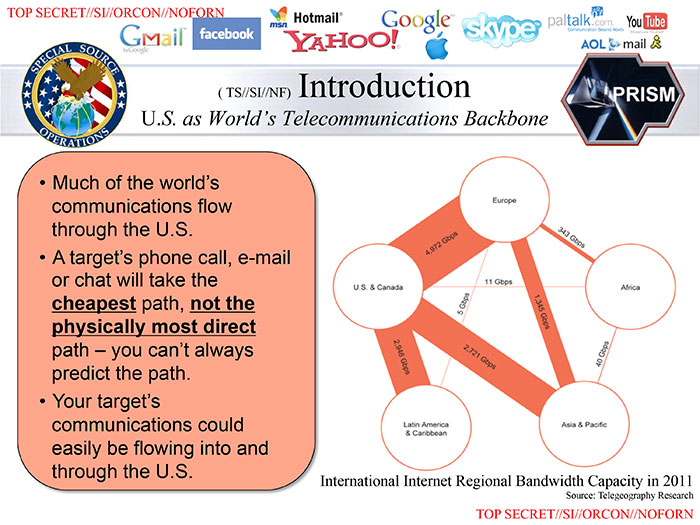
Mapa da Largura de banda  Global da Internet.
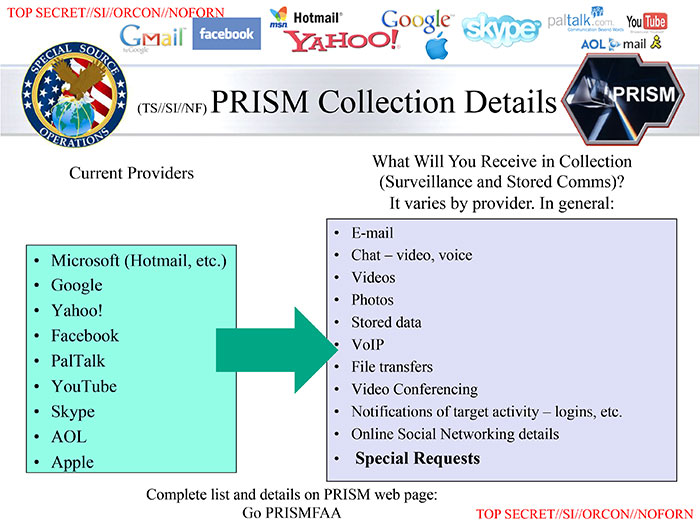
Lista das entidades fornecendo informação para o PRISM e quais os serviços que  fornecem tipicamente.
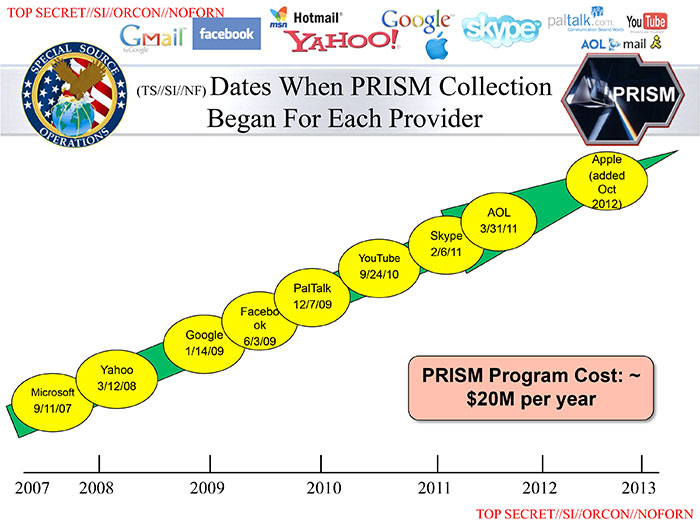
Data em que cada entidade foi adicionada ao PRISM.
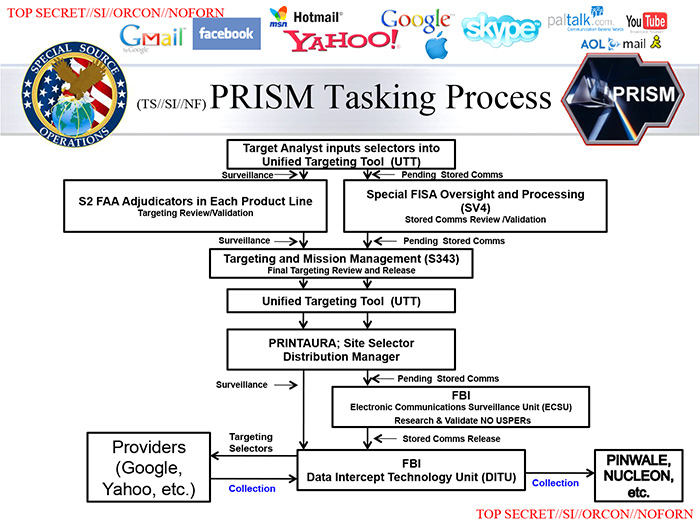
Fluxograma do processa de tarefas do PRISM.
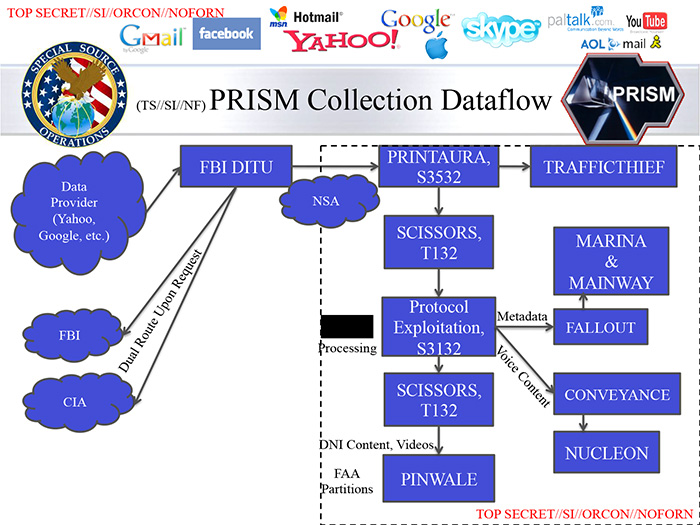
PRISM - Fluxograma.
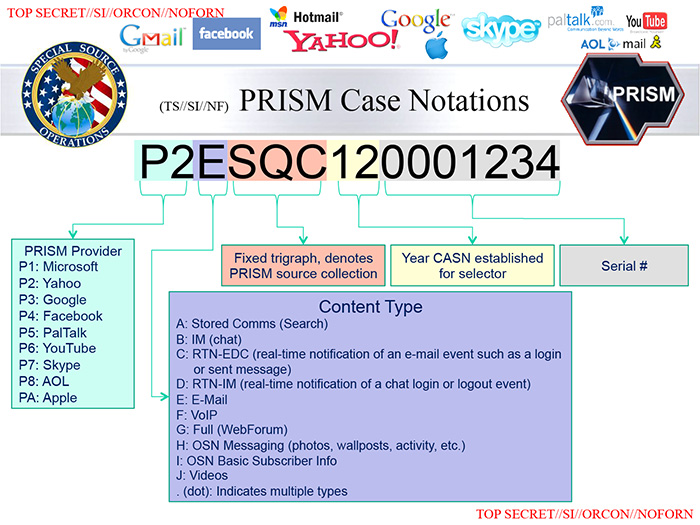
Explicação da formação dos nomes dados a cada fonte de dados do PRISM.
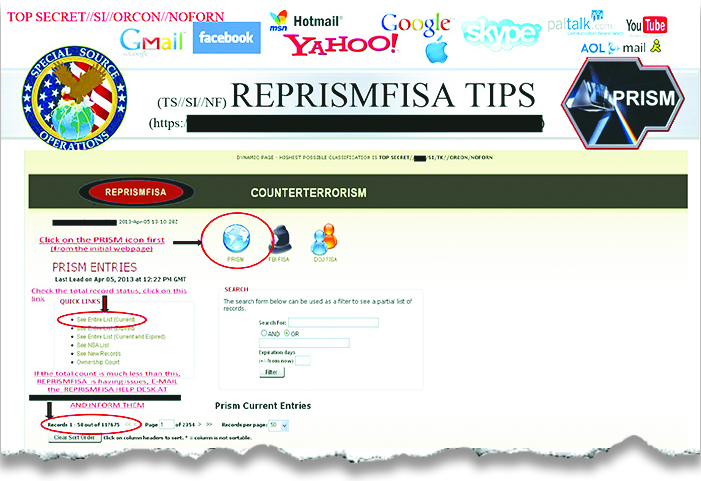
Slide explicando como se faz a pesquisa de dados no PRISM.
Upstream e PRISM.Upstream e PRISM.
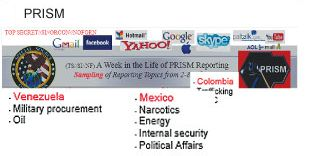
Uma semana na vida do PRISM: Slide da apresentação sobre o PRISM mostra que usando Facebook, Gmail, YouTube, Yahoo, Hotmail, Google e Skype, a NSA levantou informação sobre o petróleo da Venezuela, energia do Mexico e Trafico na Colombia
- 2008 - Apresentação do XKeyscore.
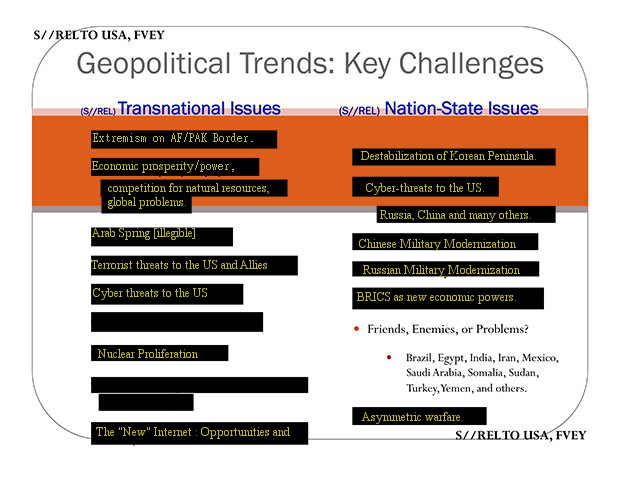
Geopolititical Trends: Key Challenges
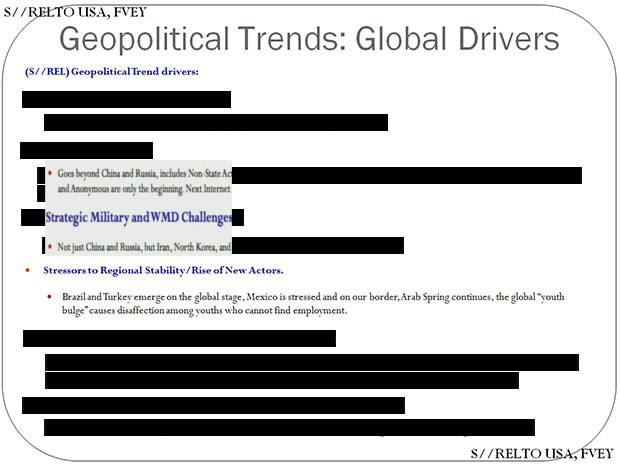
Tendências Geopolíticas: Países a ver
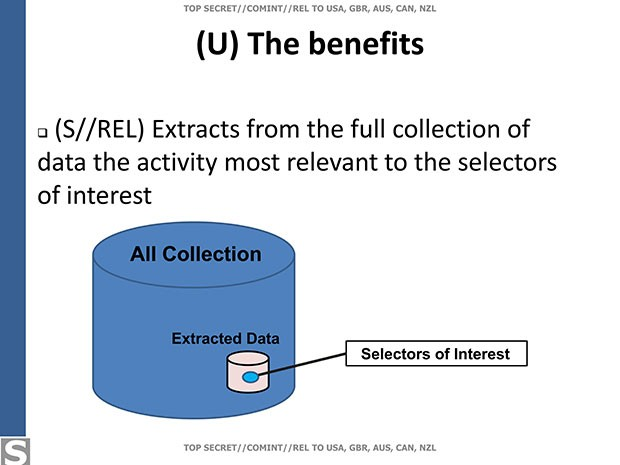
Benefícios da coleta
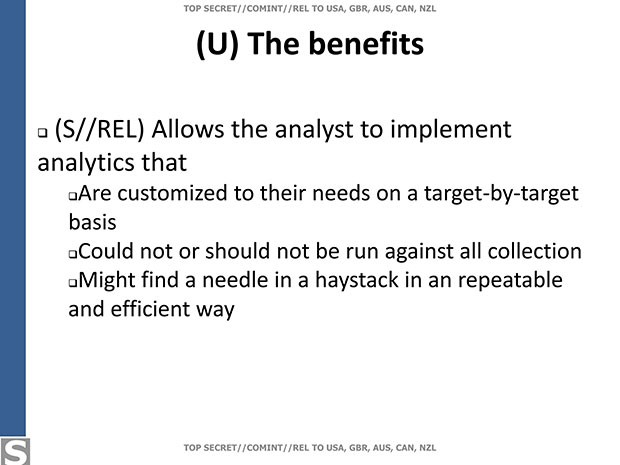
Benefícios da analise dos graphs.
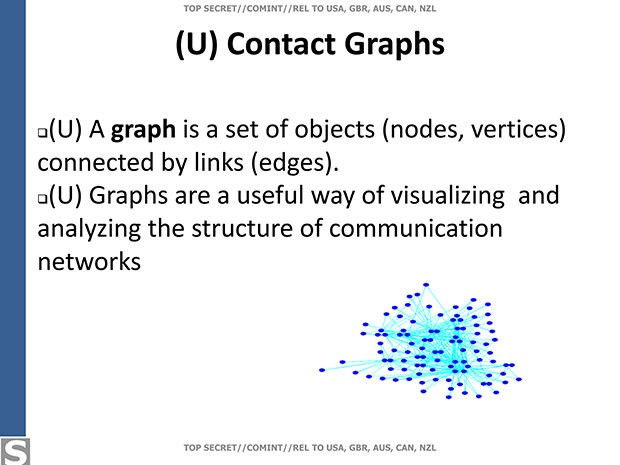
Grafhs.
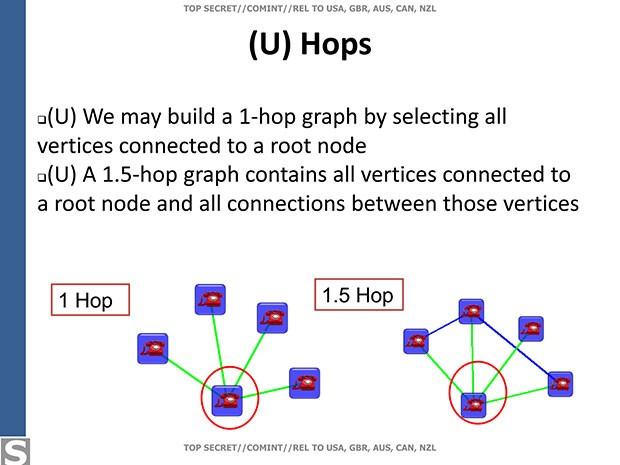
Graph de contatos.
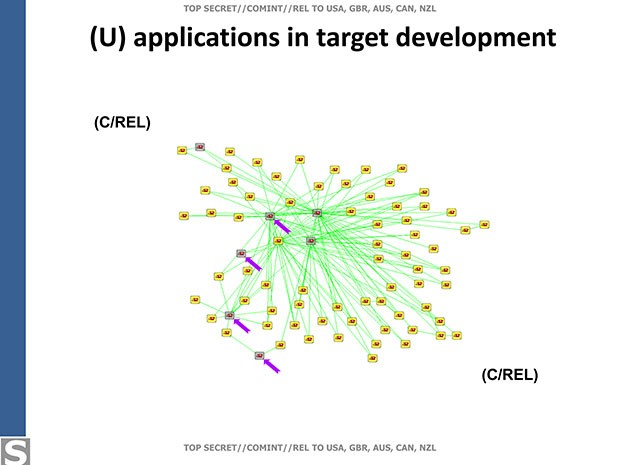
2 níveis de graph de contato.
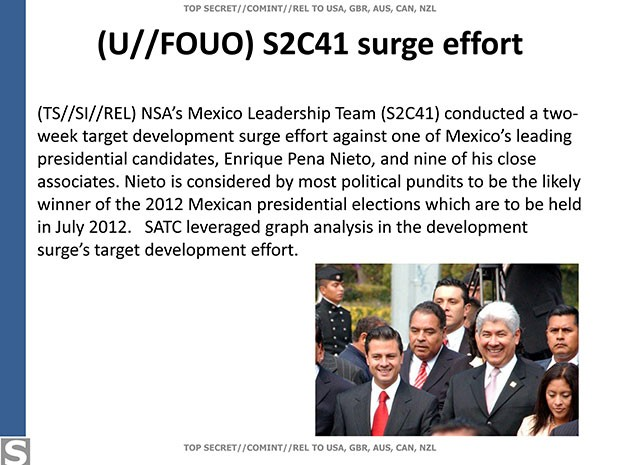
Espionagem contra Enrique Peña Nieto e seus associados.
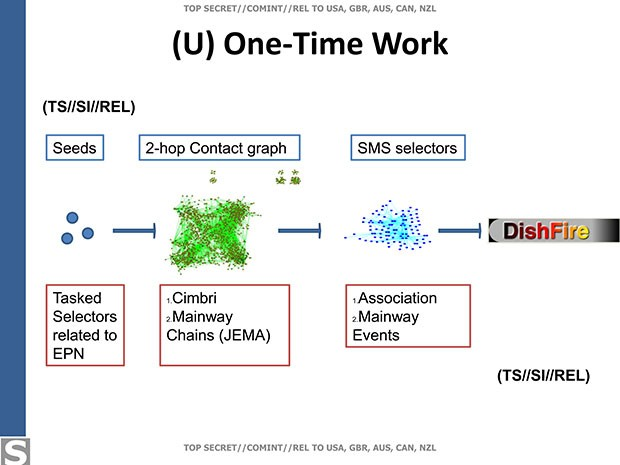
Detalhes da processo de espionagem de Nieto.
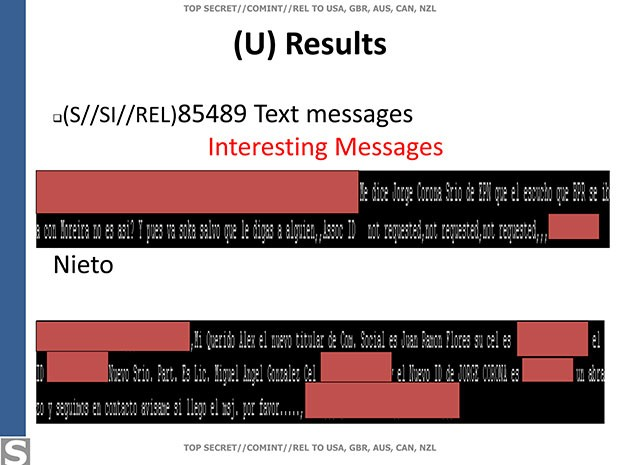
Emails de Nieto com detalhes de possíveis indicados para gabinetes.
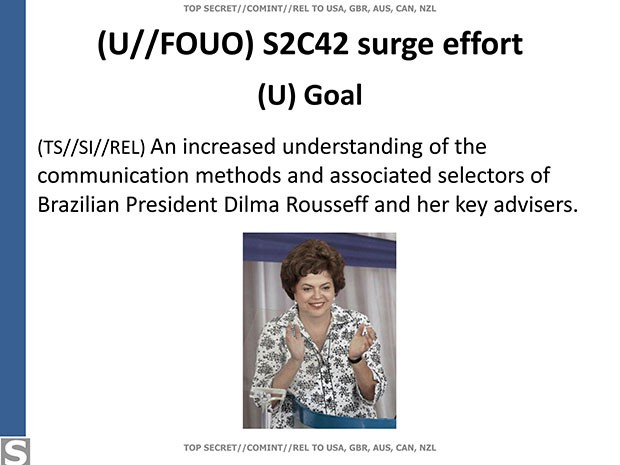
Espionagem contra Dilma Rousseff e assessores.
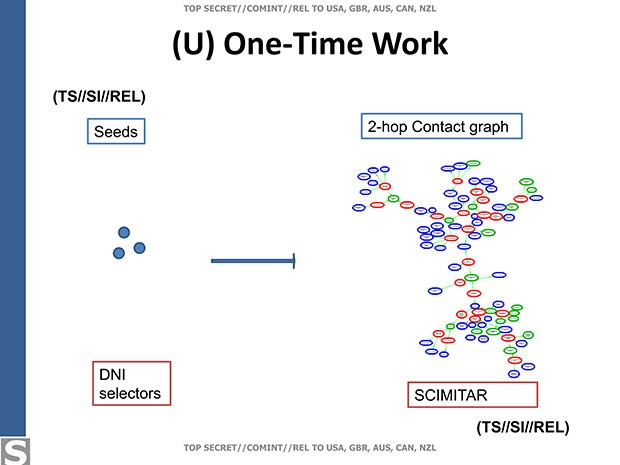
Detalhes da operação de espionagem contra  Rousseff operation (2 níveis de graph de contato)
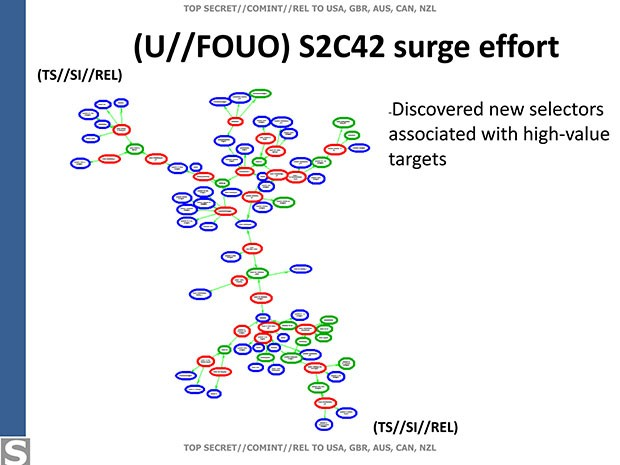
Details of the process in the Rousseff operation (2 hop contact graph)
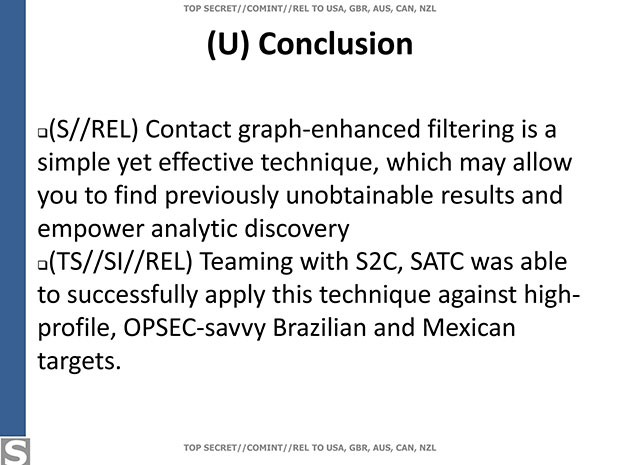
Benefícios da analise de graph de contatos.
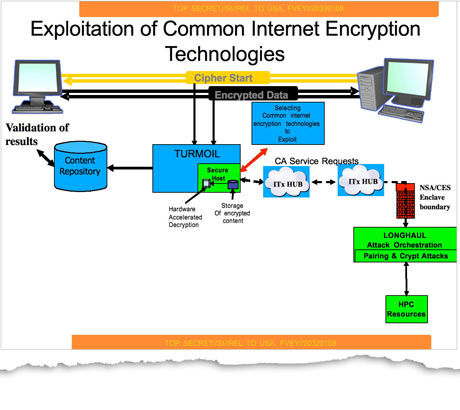
Explorando as tecnologias de Criptografia da Internet.